# 다나쿠라역
다나쿠라역(일본어: 棚倉駅, たなくらえき)은 일본 교토부 기즈가와시에 있는 서일본 여객철도의 철도역이다.

## 역 구조
상대식 승강장으로, 2면 2선 형태의 지상역이다. 우지 역 관할권에 있는 무인역이다. 이코카 및 제휴 교통카드의 사용이 가능하다.
미야코지 쾌속이 교행을 위해 임시로 정지하지만, 출입문을 열지는 않는다.

### 승강장
| 1 | ■ 나라 선 | 우지 · 교토 방면 |
| 2 | ■ 나라 선 | 기즈 · 나라 방면 |

## 역사
- 1896년 3월 13일 - 나라 철도 다마미즈 역 ~ 기즈 역 구간 개통에 따라 개업하였다.
- 1905년 2월 7일 - 회사 합병에 따라 간사이 철도의 소속이 되었다.
- 1907년 10월 1일 - 국유화에 따라 일본국유철도의 소속이 되었다.
- 1909년 10월 12일 - 메이지 정부의 철도 선로 명칭 제정에 따라 나라 선의 일부가 되었다.
- 1987년 4월 1일 - 민영화에 따라 서일본 여객철도의 소속이 되었다.
- 2003년 11월 1일 - 이코카의 사용이 개시되었다.

## 인접역
| 서일본 여객철도    | 서일본 여객철도         | 서일본 여객철도    |
| ------------------ | ----------------------- | ------------------ |
| 다마미즈 교토 방면 | ■ 나라 선 구간쾌속·보통 | 가미코마 나라 방면 |